# Сікож
Сікож (пол. Sikorz) — село в Польщі, у гміні Семпульно-Краєнське Семполенського повіту Куявсько-Поморського воєводства. Населення — 290 осіб (2011).
У 1975—1998 роках село належало до Бидгощського воєводства.

## Демографія
Демографічна структура станом на 31 березня 2011 року:
|          | Загалом | Допрацездатний вік | Працездатний вік | Постпрацездатний вік |
| -------- | ------- | ------------------ | ---------------- | -------------------- |
| Чоловіки | 144     | 35                 | 94               | 15                   |
| Жінки    | 146     | 27                 | 88               | 31                   |
| Разом    | 290     | 62                 | 182              | 46                   |